# Меншиков Олег Євгенович
Олег Євгенович Меншиков (рос. Оле́г Евге́ньевич Ме́ньшиков; 8 листопада 1960, Серпухов, Московська область, Російська РФСР р. в Серпухові) — радянський і російський актор театру і кіно, театральний режисер і педагог. Народний артист Російської Федерації (2003). Тричі лауреат Державної премії Російської Федерації (1995, 1997, 1999). Художній керівник і директор Московського драматичного театру імені М. М. Єрмолової з 2012 року.

## Біографічні відомості
Народився 8 листопада 1960 року в Серпухов, Московська область, РРФСР.
Закінчив Московське театральне училище ім. М. Щепкіна (1981). Працював в Московському драматичному театрі ім. М. Єрмолової, Малому театрі тощо.
Срібна медаль ім. О. Довженка за фільм «Бризки шампанського» (1989).

## Фільмографія
- «Рідня» (1981, Кирило),
- «Покровські ворота» (1982, Костя)
- «Смуга перешкод» (1984, Володимир Межиров )
- «Мій улюблений клоун» (1985, Сергій Синіцин)
- «Михайло Ломоносов» (1986, Дмитро Виноградов)
- «По головній вулиці з оркестром» (1986, студент Федя)
- «Моонзунд» (1987, Артєньєв Сергій Миколайович, старший лейтенант)
- «Життя за лімітом» (1989, Олексій Рудаков)
- «Бризки шампанського» (1989)
- «Сходи» (1989)
- «Стомлені сонцем» (1994, 2 с., Дмитро. Приз «Золотий Овен» як найкращому актору 1994 р., премія «Триумф» за видатний внесок у вітчизняну культуру),
- «Сибірський цирульник» (1997, юнкер Андрій)
- «Схід — Захід» (1999)
- «Золоте теля» (2006, телесеріал; Остап Бендер)
- «Стомлені Сонцем 2: Передстояння» (2010)
- «Легенда №17» (2013)
- «Тяжіння» (2017, полковник Валентин Лебедєв батько Юлії)
- «Гоголь. Страшна Помста» (2018)
- «Гоголь» (2017—2019) та інших.

Грав в українських стрічках:
- «Чекаю і сподіваюсь» (1980, т/ф, 2 с., Шурка Домок),
- «Польоти уві сні та наяву» (1982, Сергій Синіцин),
- «Володя великий, Володя маленький» (1985, т/ф, Володя маленький),
- «Поцілунок» (1985, т/ф, поручик Мерзляков),
- «Капітан Фракасс» (1984, барон де Сігоньяк),
- «Яма» (1990).